# محمد اسحاقی کاهکش
محمد اسحقی کاهکش (زاده ۱۳۱۱ - درگذشته ۷ شهریور ۱۳۹۳) نویسنده و سیاست‌مدار ایرانی بود، که در دوره بیست و چهارم مجلس شورای ملی به‌عنوان نماینده حوزهٔ انتخابیهٔ مسجدسلیمان، لالی، هفتکل و اندیکا از استان خوزستان، در مجلس حضور داشت. اسحاقی کاهکش پس از کهزاد البرزی؛ دوره بیست و یکم، اسدالله سلیمانی؛ دوره بیست و دوم و یحیی شمس؛ دوره بیست و سوم، آخرین نماینده مردم مسجدسلیمان در مجلس شورای ملی، پیش از انقلاب ۱۳۵۷ ایران بود.